# باغ‌راه

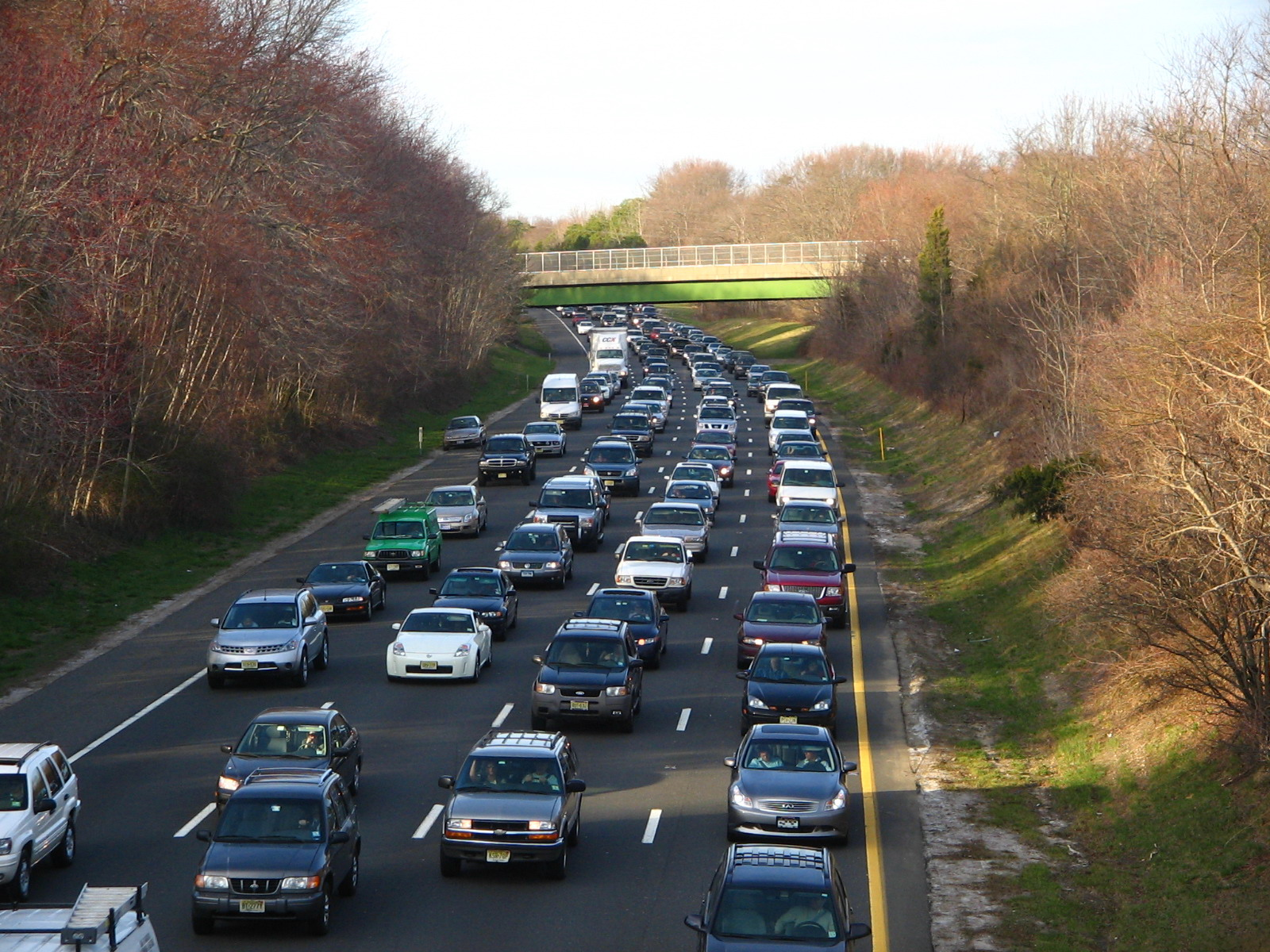
یک باغ‌راه

باغ‌راه یا پارک‌وی (به انگلیسی: Parkway) به بزرگ‌راه‌های پهنی گفته می‌شود که معمولاً در بین دو خط آن محوطه عریضی از درختکاری یا پارک و بیشه وجود دارد و رفت‌وآمد کامیون‌ها در آن‌ها ممنوع است.

## در ایران
از باغ‌راه‌های ساخته‌شده در ایران می‌توان به باغ‌راه شهید چمران در تهران و باغ‌راه‌های امام علی و امام خمینی در کرمانشاه اشاره کرد.